# خميس مارتن
خميس مارتن (بالإنجليزية: Khamis Martin)‏ هو لاعب كرة قدم جنوب سوداني، ولد في 5 أكتوبر 1986. يلعب لصالح نادي الموردة السوداني.
شارك مع منتخب السودان لكرة القدم ومنتخب جنوب السودان لكرة القدم.